# 斯氏尖鼻魨
斯氏尖鼻魨為輻鰭魚綱魨形目四齒魨亞目四齒魨科的其中一種，為熱帶海水魚，分布於西印度洋南非至馬爾地夫海域，棲息深度20-40公尺，體長可達13公分，棲息在外海礁坡，生活習性不明。